# دهستان نازلو شمالی
نازلوی شمالی دهستانی است از توابع بخش نازلو شهرستان ارومیه در استان آذربایجان غربی ایران. 

## جمعیت
بنابر سرشماری مرکز آمار ایران در سال ۱۳۹۵، جمعیت این دهستان برابر با ۱۵٬۳۱۶ نفر (۴٬۷۷۲ خانوار) بوده‌است. 